# Суп из пениса тигра
Суп из пениса тигра (кит. трад. 虎鞭汤, пиньинь Hǔ biān tāng) — китайский суп. Обычно это дорогое блюдо из-за редкости пениса тигра. В некоторых культурах и странах люди верят, что это блюдо может повысить мужскую силу, но это мнение не подтверждено научными данными. Экологические организации выступили против этого блюда, а продолжающееся употребление супа способствовало сокращению популяции тигров. Законность этого блюда варьируется в разных странах, поскольку тигры являются охраняемым видом. Некоторые магазины в Китае и Гонконге могут продавать сухожилия оленя или быка, утверждая, что они продают пенис тигра.

## Обзор
Готовка включает в себя замачивание сушёного пениса тигра в воде, а затем его приготовление вместе с другими лекарствами и специями. Иногда в суп также добавляют тигровую кость.
Цены на суп высокие из-за редкости пениса тигра. Суп из пениса тигра продается по цене 300 долларов США за порцию в Китае и других странах Востока, а его стоимость может достигать 400 долларов США. В 1998 году на рынках Юго-Восточной и Восточной Азии суп продавался по цене 350 долларов США за тарелку. Крис Коггинс сообщил в 2002 году, что это блюдо было доступно и его употребляли в различных китайских кварталах.

## Медицинские убеждения

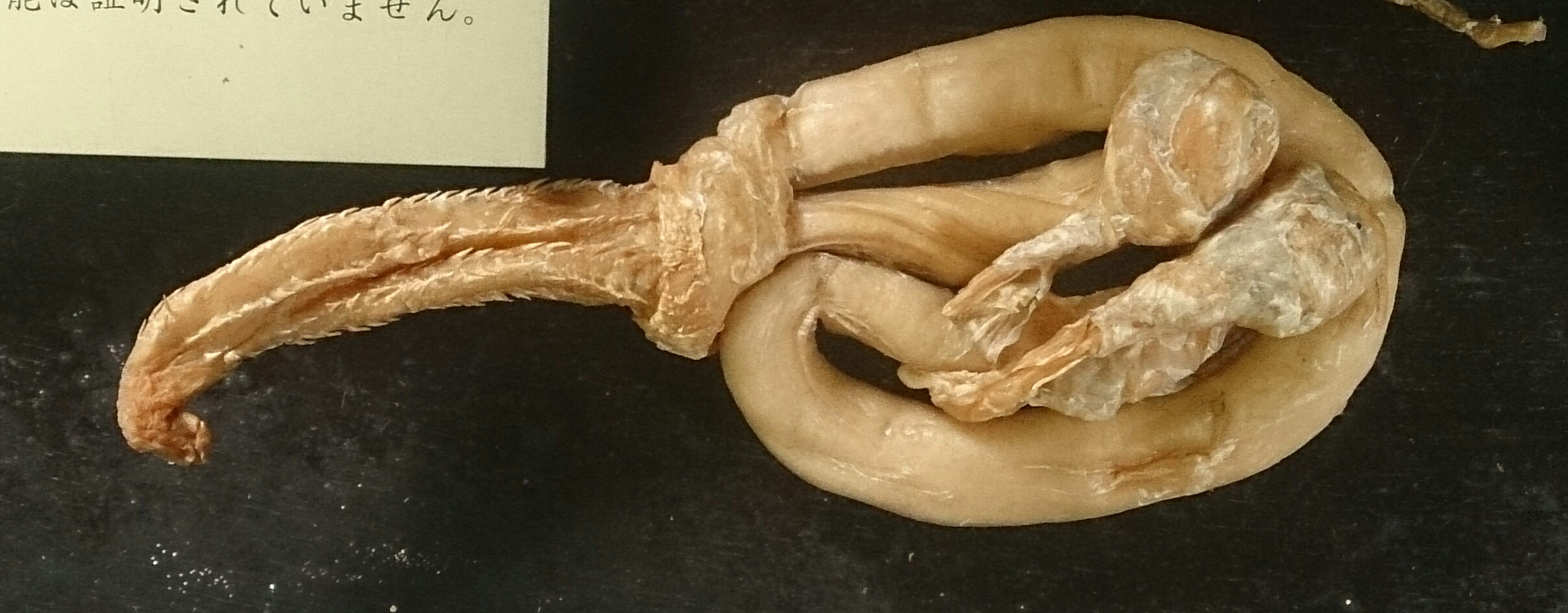
Пенис тигра

Некоторые люди и культуры в Азии верят, что суп из пениса тигра действует как лекарственный афродизиак, может улучшить сексуальную активность или мужскую силу или вылечить импотенцию. Однако употребление приготовленных гениталий животных не повышает уровень тестостерона у людей. Более того, нет эмпирических доказательств того, что пенис тигра коррелирует с усилением сексуальной активности у людей. Утверждалось, что мужчины могут быть обмануты, думая, что их сексуальное мастерство увеличивается при употреблении супа из пениса тигра из-за эффекта плацебо, при котором эффекты плацебо противодействуют легкой степени импотенции, а не суп.

## Законность
Тигры являются вымирающим и охраняемым видом. В некоторых странах употребление тигра незаконно. Также существует мнение, что употребление тигра в пищу неэтично из-за того, что животное находится под угрозой исчезновения.

## Критика
В 1996 году Общество охраны дикой природы, организация, занимающаяся охраной дикой природы, провело международную рекламную кампанию, утверждая, что заявления о повышении сексуальной активности от употребления супа из пениса тигра являются мошенничеством. Было сказано, что такие убеждения способствовали угрозе для популяций тигров из-за браконьерской охоты на них, которое происходит из-за высоких цен на пенисы и другие части животных. Кроме того, высокий спрос на суп из пениса тигра в значительной степени способствовал сокращению популяции тигров.